# Babylon Zoo
Babylon Zoo è stato un gruppo musicale britannico (originario di Wolverhampton) di genere rock elettronico, attivo negli anni novanta, fondato da Jasbinder Mann (Dudley, 24 aprile 1971).
È ricordato soprattutto per la canzone Spaceman, resa celebre nel 1996 da un popolare spot della Levi's.

## Membri
- Jas Mann
- Carrie Melbourne
- Dave Goodes
- Darrin Monney

## Discografia
- 1996 - The Boy with the X-Ray Eyes
- 1998 - King Kong Groover

### Singoli
| Anno | Canzone                       | Official Singles Chart           | Album                         |
| ---- | ----------------------------- | -------------------------------- | ----------------------------- |
| 1995 | "Spaceman"                    | 1                                | "The Boy with the X-Ray Eyes" |
| 1996 | "Animal Army"                 | 17                               | "The Boy with the X-Ray Eyes" |
| 1996 | "The Boy with the X-Ray Eyes" | 32                               | "The Boy with the X-Ray Eyes" |
| 1999 | "All The Money's Gone"        | 46                               | "King Kong Groover"           |
| 1999 | "Honaloochie Boogie"          | Promo released (solo in Francia) | "King Kong Groover"           |
| 2000 | "Love Lies Bleeding"          | Internet-only release            | N/A                           |